# Alsarah
Alsarah (Jartum, 1982) es una cantautora anglosudanesa, reconocida por su trabajo con las agrupaciones Alsarah & the Nubatones y The Nile Project.

## Carrera
Después de graduarse en 2004, se trasladó a la ciudad de Nueva York y comenzó a cantar profesionalmente en idioma árabe, manteniéndose con varios trabajos ocasionales. Poco tiempo después se convirtió en la cantante de la banda de Zanzíbar Sound of Tarab.

### Alsarah & the Nubatones

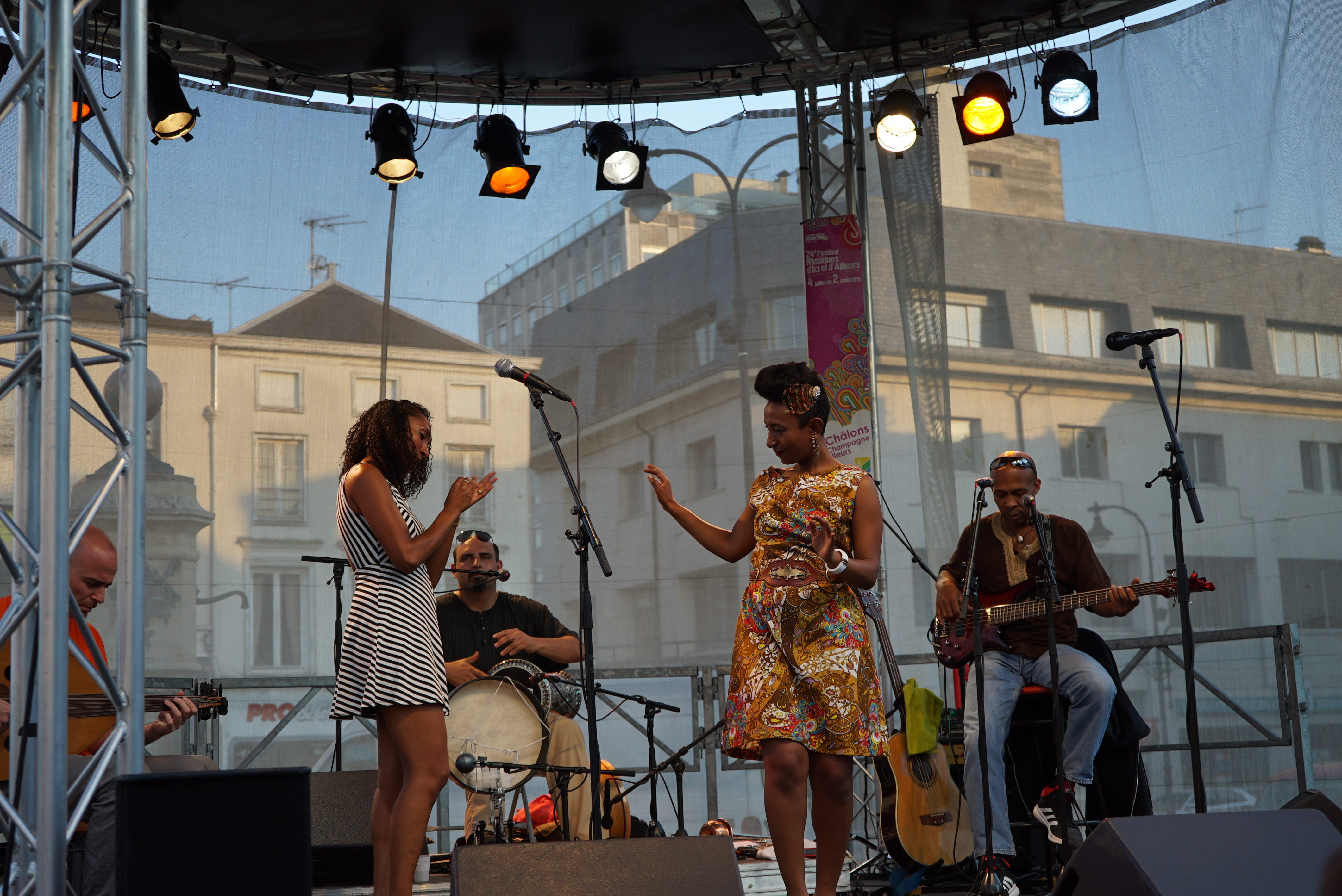
Alsarah & the Nubatones, 2015

La cantante formó la banda Alsarah and the Nubatones en 2010 con su hermana Nahid en los coros, la bajista Mawuena Kodjovi, Luthier Haig Manoukian en el laúd árabe y el percusionista Rami El-Aasser.
Lanzaron su primera grabación, el EP Soukura en 2014, seguida por el álbum Silt más tarde ese mismo año. Para la canción "Soukura", que aparece en ambos álbumes, se grabó un video musical que fue lanzado el 25 de marzo de 2014. La agrupación ha realizado giras por Hungría, Portugal, Francia, los Emiratos Árabes Unidos, Marruecos, Egipto, Líbano, Suecia y Lituania.

### Otros proyectos

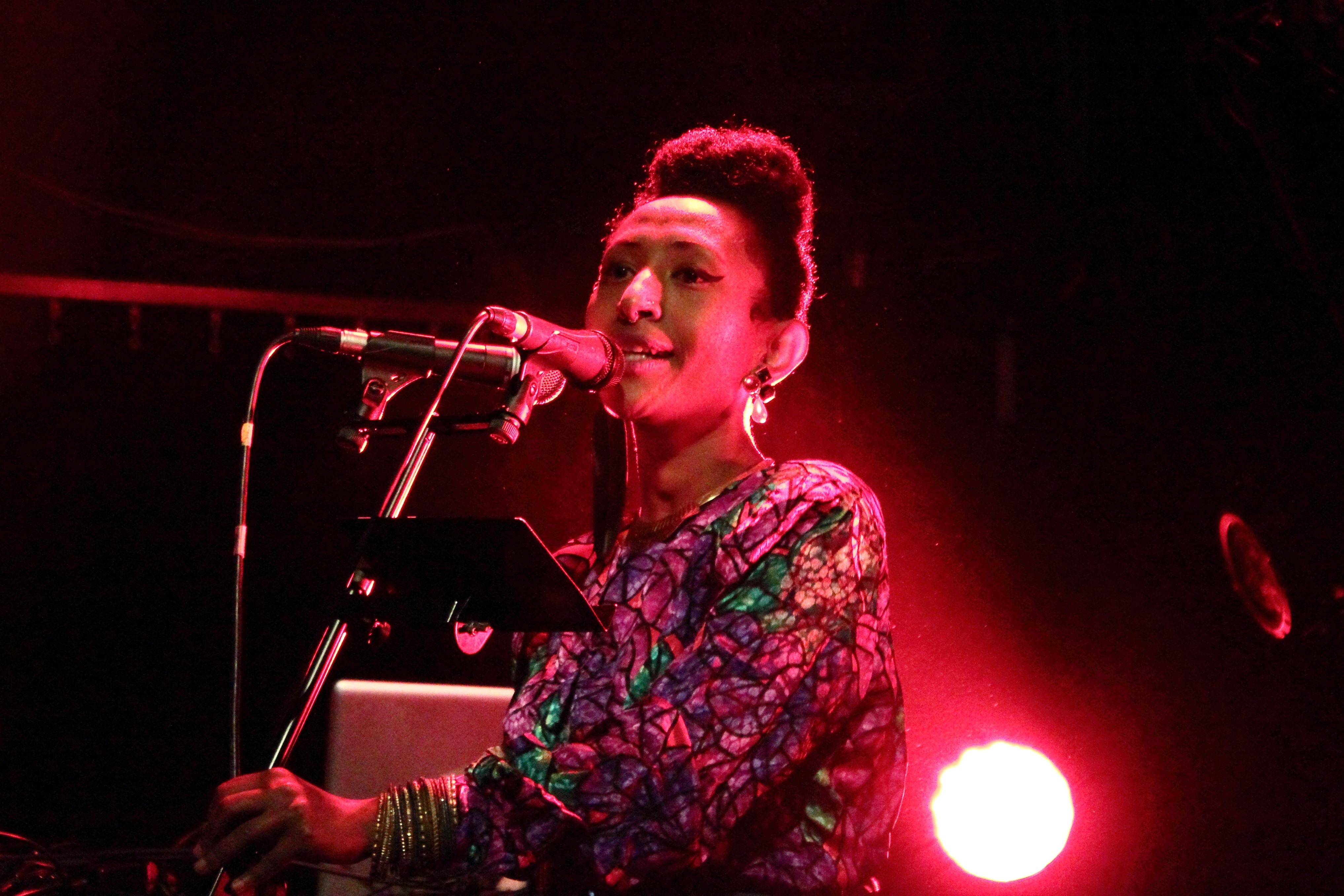
Alsarah, 2014

En 2010, Alsarah publicó un vídeo musical llamado "Vote!" con el rapero estadounidense Oddisee, para animar a los ciudadanos sudaneses a votar en las próximas elecciones del país. Colaboró con el músico estadounidense Zach Fredman en el álbum One Bead (2012) y un año después lanzó el álbum Al Jawal, una colaboración con el productor francés Débruit, publicado a través de Soundway Records.
Actuó en el Festival de Música de la Reconciliación de Waayaha Cusub, el primer festival de música en Mogadiscio en 20 años. Contribuyó con la canción "Salaam Nubia" del álbum Aswan de The Nile Project, grabado durante una actuación en vivo en Asuán.
Alsarah apareció en el documental Beats of the Antonov de 2014, el cual ganó el premio del público al mejor documental en el Festival Internacional de Cine de Toronto de 2014.

## Discografía

### Solista
- Aljawal (2013, Soundway)

### Con Alsarah & the Nubatones
- Silt (2014, Wonderwheel Recordings)
- Soukura EP (2014, Wonderwheel)
- Manara (2016, Wonderwheel)

### Con The Epichorus
- One Bead (2012)

### Otros créditos
- The Nile Project, Aswan (2013)
- Captain Planet, "Esperanto Slang" (2014)
- Dexter Story, Wondem (2015)